# 火警报警箱

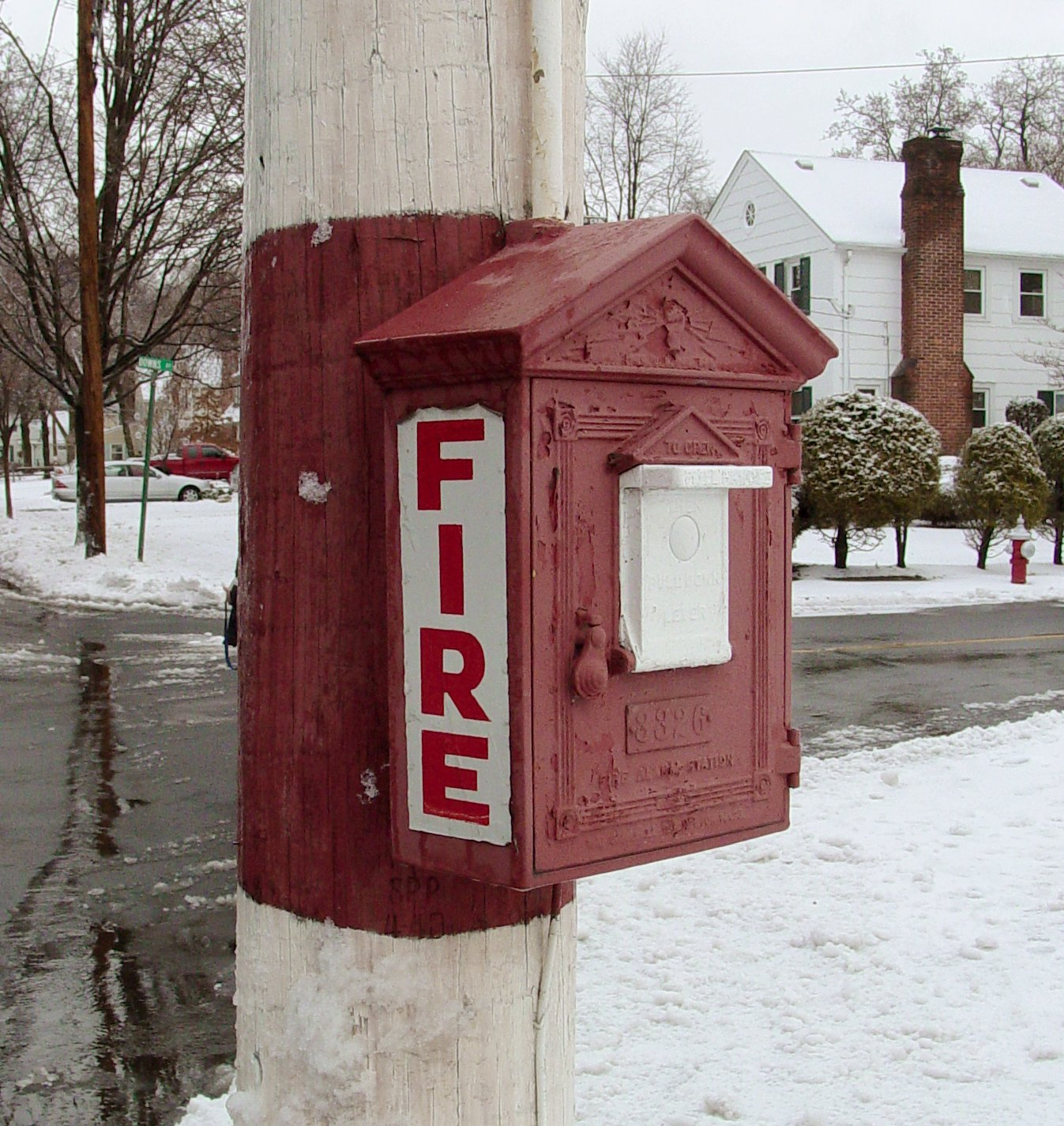
新泽西里奇伍德街角的火灾警报器

火灾警报器，或稱火警报警盒、火警箱，是用于通知消防部门火灾的装置。通常安装在街角，它们是在电话普及之前召唤消防员的主要手段。现在虽然仍有使用，但许多社区已将其删除，而是依赖于固定电话和移动电话。旧金山等城市仍然保留了火灾报警箱，以备紧急情况下使用。
当通过旋转旋钮或拉动挂钩激活盒子时，弹簧加载的轮子转动，敲出对应于盒子编号的脉冲电信号。消防总部的接收器通过闪烁的灯光或音调或通过笔记录器发出脉冲信号，并将盒子编号与盒子位置列表相匹配。
第一台电报火灾报警系统由William Francis Channing和Moses G. Farmer于1852年在马萨诸塞州波士顿开发。两年后，他们申请了“城市电磁火灾报警电报” 专利。